# Louey
Louey település Franciaországban, Hautes-Pyrénées megyében. Lakosainak száma 1106 fő (2022. január 1.). Louey Juillan, Azereix, Bénac, Hibarette, Lanne, Odos, Ossun és Saint-Martin községekkel határos.

## Népesség
A település népességének változása:
| Lakosok száma | 975  | 962  | 1002 | 990  | 1004 | 1040 | 1052 | 1089 | 1106 |
|               | 2013 | 2015 | 2016 | 2017 | 2018 | 2019 | 2020 | 2021 | 2022 |